# نیکون دی۴۰
نیکون دی۴۰ (به انگلیسی: Nikon D40) یک دوربین عکاسی تک‌لنزی بازتابی ساخت شرکت نیکون است.